# Crowne Plaza

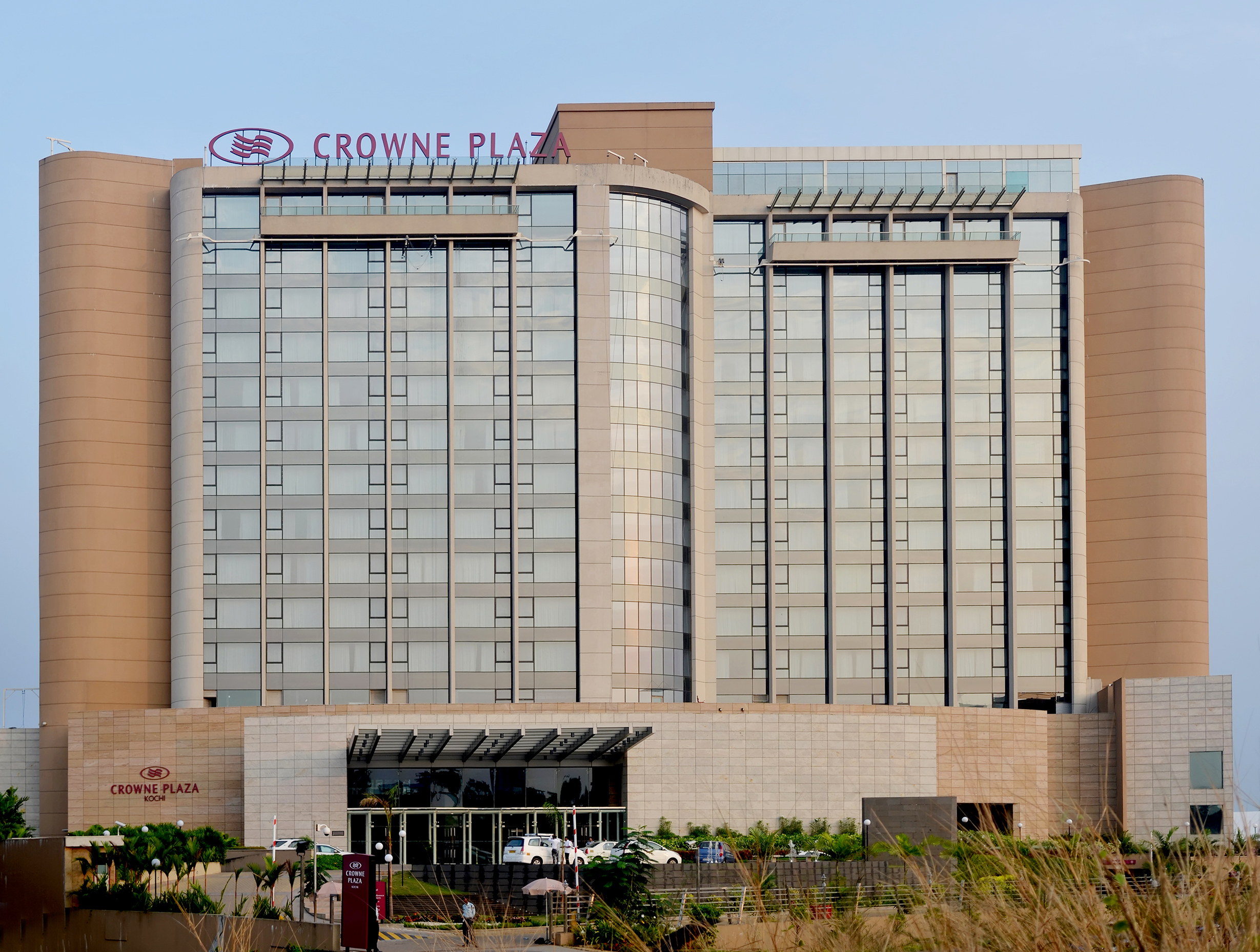
Crowne Plaza a Kochi in India

Crowne Plaza è una catena multinazionale di hotel di alto livello con sede nel Regno Unito. Si rivolge a viaggiatori d'affari e al mercato delle riunioni e convegni. Fa parte del gruppo di marchi di InterContinental Hotels Group, opera in quasi 100 nazioni con più di 3600 hotel e 118.000 stanze di solito situate nei centri città, in città costiere e nelle vicinanze dei maggiori aeroporti.